# サーチライト-遊星散歩-
『サーチライト-遊星散歩-』(サーチライト ゆうせいさんぽ）は、2023年10月14日に公開された日本映画。監督は平波亘、主演は映画初主演となる中井友望。
病気の母親と2人暮らしで経済的貧困に陥った高校生の少女が、絶望の中でもがき苦しみながらも必死に前を向いて生きようとする姿が描かれる。

## あらすじ
女子高生の内田果歩は母親・貴子と2人暮らしをしている。貴子は若年性認知症を発症しており、父親が他界してからは、果歩は一人で母の世話を背負い込む。また、生活も次第に困窮していくが、友達や学校の先生にはその状況を話すことはできなかった。
そんなある日、学校のトイレットペーパーをバッグに入れて大量に持ち帰ろうとしていたところを、同級生の上野輝之に目撃される。担任教師にも気づかれてしまい、咎められそうになるが、輝之が教師の目前でトイレットペーパーを抱えて逃走しようとしたことで、果歩は巻き込まれただけということになる。
輝之は5人兄弟の大家族で、家計を支えるために新聞配達やファミレスのバイトをしており、同じように貧困で苦しむ様子の果歩のことが気になり始める。
果歩は友人たちから学校の先輩・黒沢花が「JK散歩」をしていることを聞かされ、ある程度の収入になることも知る。生活費も底をつき、極限状態だった果歩は母との生活を守るために、同級生たちの心配をよそにJK散歩の世界に足を踏み入れてしまう。

## キャスト

### 主要人物
内田果歩
演 - 中井友望
16歳。高校生。病気の母の世話をしていた父が他界し、一人で母の面倒を背負い込む。
友人や学校の先生にも困窮した状況を話せず、母との暮らしを守るため必死に頑張っている。
上野輝之
演 - 山脇辰哉
果歩の同級生。5人兄弟の大家族で、家計を支えるために新聞配達をしている。
同じような貧困状況の果歩のことを気にかけている。
黒沢花
演 - 都丸紗也華
学校の先輩。コンカフェ「ミルキースクール」で働いている。果歩を「JK散歩」の世界へ誘うことになる。
三宅奈々子
演 - 西本まりん
果歩の同級生で友人。
水野舞
演 - 詩野
果歩の同級生で友人。
内田貴子
演 - 安藤聖
果歩の母。若年性認知症を発症している。

### 周辺人物
東則夫
演 - 安楽涼
「ミルキースクール」の客。果歩と「お散歩」で一緒にマックに行く。
長谷川淳一
演 - 山中崇
サラリーマン。果歩と「お散歩」し、ラブホに連れ込む。
4番さん
演 - 合田口洸
ミュージシャン。輝之がバイトするファミレスの客。
ファミレス先輩・黄
演 - 水間ロン
輝之のバイトの先輩。
鈴木店長
演 - 大沢真一郎
恩田先生
演 - 橋野純平
果歩たちのクラスの担任教師。
小泉幸恵
演 - 柴山美保
果歩が買い物に来たスーパーの店員。
内田博志
演 - 小澤雄志
果歩の父。故人。
ラブホ従業員
演 - 細川佳央
果歩が連れ込まれたラブホの従業員。
立花刑事
演 - 大宮将司
吉岡刑事とともに長谷川と果歩の現場のホテルに乗り込む。
吉岡刑事
演 - 内堀太郎
サラリーマン
演 - 麻木貴仁
「ミルキースクール」の客。
市役所職員
演 - 久田松真耶
果歩のために訪れた輝之に生活支援制度の説明をする。

## スタッフ
- 監督 - 平波亘
- 脚本・企画 - 小野周子[5]
- 企画協力 - 直井卓俊[5]
- 音楽 - 合田口洸、Joseph Gen[5]
- 主題歌 - 合田口洸「アムネシア」（LOW HIGH WHO? PRODUCTION）[1]
- ラインプロデューサー - 石川真吾[5]
- 撮影 - 関将史[5]
- 録音 - 篠崎有矢[5]
- 美術 - 岩崎未来[5]
- スタイリスト - 小宮山芽以[5]
- ヘアメイク - 河本花葉[5]
- 編集 - 村松正浩[5]
- VFX - 萩原嘉人[5]
- 助監督 - 工藤渉[5]
- スチール - 柴崎まどか[5]
- 配給 - SPOTTED PRODUCTIONS[2]
- 製作プロダクション - 800 LIES PRODUCTION[2]
- 製作 -「サーチライト-遊星散歩-」製作委員会